# Technical Association of the Pulp and Paper Industry

TAPPI logo

Die Technical Association of the Pulp and Paper Industry, kurz TAPPI, ist eine 1915 gegründete eingetragene Non-Profit-Organisation und internationale Nichtregierungsorganisation mit rund 14.000 Mitgliedern aus den Bereichen Zellstoff und Papier, darunter Ingenieure, Wissenschaftler, Manager und Akademiker. Neben Zellstoff und Papier umfasst die TAPPI-Mitgliedschaft auch einige verwandte Bereiche der Verpackung (wie Wellpappe, flexible Verpackungen, Laminierung, Klebstoffe, Beschichtungen und Extrusion).
Die TAPPI bietet ein Forum für die Fachleute der Branche, veröffentlicht Artikel, Standards, Bücher und führt Veranstaltungen für fachlich relevante Informationen durch und bietet Stipendien an.
Zu den von der TAPPI herausgegebenen Fachzeitschriften mit Peer-Review gehören:
- Journal of Pulp and Paper Science[3]
- TAPPI Journal[4]
- sowie bis 2018[5] The Journal of Engineered Fibers and Fabrics.[6]

Die TAPPI-Website dient als zentrale Anlaufstelle für den Zugang der Mitglieder zu Wissen und Netzwerken. TAPPI leistet auch einen wichtigen Beitrag zu den weltweiten Normen für Papier und ist Mitglied des  American National Standards Institute (ANSI).